# Ueli Steck
Ueli Steck (4. října 1976 – 30. dubna 2017, Nupce) byl švýcarský horolezec. Vyučil se tesařem a byl ženatý s Nicole Steck.
Ve svých osmnácti letech vylezl severní stěnou na Eiger, stejně jako Bonattiho pilířem na Aiguille du Dru v Montblanském masivu. V červnu 2004 vystoupil spolu se Stephanem Siegristem během pětadvaceti hodin na Eiger, Mönch a Jungfrau. V roce 2007 stanovil rychlostní rekord severní stěnou na Eiger (3 hodiny a 54 minut). Svůj rekord o rok později snížil na 2 hodiny a 47 minut. Další rekord na severní stěně Eigeru stanovil v roce 2015: 2 hodiny a 22 minut. Téhož roku dokončil projekt „82 vrcholů“ – během 61 dnů vystoupil na všechny alpské čtyřtisícovky.
Roku 2008 se pokoušel vystoupit na desátou nejvyšší horu světa, Annapurnu, avšak při výstupu byl zasažen padajícím kamenem. Následný pád přežil. Téhož roku vystoupil na Gašerbrum II. Roku 2011 vystoupil sólově jižní stěnou na Šiša Pangmu, a to v rekordním čase deset a půl hodiny. O osmnáct dní později vystoupil severozápadní stěnou na Čo Oju. V roce 2014 provedl sólový výstup na Annapurnu, za což byl oceněn Zlatým cepínem. Zemřel při expedici s cílem výstupu západním hřebenem (Hornbeinovým kuloárem) na Mount Everest bez kyslíkových přístrojů. Bylo to při výstupu na horu Nupce, vzdálenou asi dva kilometry vzdušnou čarou od Mount Everestu, když spadl z výšky asi 1000 m. Na Everest vystoupil již v roce 2012, tentokrát přes jihovýchodní hřeben, a to také bez kyslíkových přístrojů.

## Významné výstupy
- 2005: Sólovýstup severní stěny Cholatse (6440 m) a východní stěny Tawoche (6505 m)
- 2007: Rychlovýstup severní stěnou Eigeru za 3 h 54 minut
- 2008: Nový rychlostní rekord na Eigeru 2h 47 minut
- 2008: Nový rychlostní rekord na Eigeru 2 h 21 minut
- 2009: Rychlostní rekord na Matterhorn 1 h 56 minut
- 2009: Ocenění Zlatý cepín (Piolet d’Or)
- 2009: Výstup cestou Golden Gate na El Capitan, USA[13]
- 2009: Výstup na Gašerbrum II (8035 m) v Karakorum, Pákistán
- 2009: Expedice na Makalu/Nepál
- 2010: Výstup cestou Free Rider na El Capitan, USA
- 2011: Jižní stěna Šiša Pangmy
- 2011: Výstup na Čo Oju
- 2012: Mount Everest bez kyslíku
- 2013: Jižní stěna Annapurny
- 2014: Ocenění Zlatý cepín (Piolet d’Or)
- 2015: Alpský traverz 82 Summits - výstup na všechny čtyřtisícovky Alp
- 2015: Rychlostní rekord na Eigeru 2h 22 minut